# Cacomantis castaneiventris
Cacomantis castaneiventris là một loài chim trong họ Cuculidae.